# Svindlarna
Svindlarna (originaltitel: The Grifters) är en amerikansk långfilm från 1990 i regi av Stephen Frears, med Anjelica Huston, John Cusack, Annette Bening och Pat Hingle i rollerna. Filmen bygger på romanen The Grifters av Jim Thompson.

## Handling
Filmen följer en trio sol-och-vårare: Roy Dillon (John Cusack), hans flickvän Myra (Annette Bening) och Roys mamma Lilly (Anjelica Huston). När historien börjar har Roy just hamnat på sjukhus efter ett misslyckat svindleri. Hans mamma Lilly besöker honom på sjukhuset, det är första gången de setts på 8 år. På sjukhuset träffar Lilly även Roys flickvän Myra, som hon avskyr från första ögonkastet. Medan trions svindlande blir allt mer avancerat kämpar de båda kvinnorna om Roys kärlek.

## Rollista
| John Cusack        | – Roy Dillon         |
| Anjelica Huston    | – Lilly Dillon       |
| Annette Bening     | – Myra Langtry       |
| Pat Hingle         | – Bobo Justus        |
| Henry Jones        | – Mr. Simms          |
| Gailard Sartain    | – Joe                |
| J.T. Walsh         | – Cole               |
| Charles Napier     | – Gloucester Hebbing |
| Paul Adelstein     | – Unge paul, sjöman  |
| Jeremy Piven       | – Freshman, sjöman   |
| Stephen Tobolowsky | – Juveleraren        |
| Sandy Baron        | – Läkaren            |

## Utmärkelser
Oscar
- Nominerad: Bästa kvinnliga skådespelare (Anjelica Huston)
- Nominerad: Bästa kvinnliga skådespelare i en biroll (Annette Bening)
- Nominerad: Bästa regi (Stephen Frears)
- Nominerad: Bästa manus efter förlaga (Donald E. Westlake)

BAFTA
- Nominerad: Bästa kvinnliga skådespelare i en biroll (Annette Bening)

Golden Globes
- Nominerad: Bästa kvinnliga skådespelare i en film - drama (Anjelica Huston)